# ADO in het seizoen 1955/56
Het seizoen 1955/1956 was het tweede jaar in het bestaan van de Haagse betaaldvoetbalclub ADO. De club kwam uit in de Hoofdklasse A en eindigde daarin op de 12e plaats, dit betekende dat de club degradeerde naar de Eerste divisie.

## Wedstrijdstatistieken

### Hoofdklasse A
|       | Ajax  | Amsterdam | DOS   | EBOH  | Eindhoven | Excelsior | Fortuna '54 | HVC   | Limburgia | NAC   | NOAD  | Rigtersbleek | Roda Sport | Sparta | Stormvogels | Vitesse | VVV   |
| ----- | ----- | --------- | ----- | ----- | --------- | --------- | ----------- | ----- | --------- | ----- | ----- | ------------ | ---------- | ------ | ----------- | ------- | ----- |
| Thuis | 1 – 4 | 1 – 2     | 5 – 3 | 5 – 2 | 2 – 1     | 3 – 0     | 0 – 2       | 1 – 1 | 5 – 2     | 0 – 1 | 2 – 0 | 3 – 1        | 1 – 1      | 1 – 2  | 2 – 2       | 2 – 1   | 0 – 0 |
| Uit   | 2 – 1 | 3 – 5     | 2 – 1 | 2 – 2 | 3 – 1     | 3 – 2     | 0 – 1       | 3 – 2 | 2 – 2     | 1 – 1 | 5 – 1 | 1 – 0        | 4 – 1      | 1 – 1  | 3 – 0       | 2 – 3   | 0 – 1 |

## Statistieken ADO 1955/1956

### Eindstand ADO in de Nederlandse Hoofdklasse A 1955 / 1956
| Stand | Gespeeld | Gewonnen | Gelijk | Verloren | Punten | Doelpunten voor | Doelpunten tegen |
| ----- | -------- | -------- | ------ | -------- | ------ | --------------- | ---------------- |
| 12e   | 34       | 12       | 8      | 14       | 32     | 59              | 62               |

### Topscorers
| Competitie \| # \| Naam \| \| \| -------------- \| ----------------------- \| -- \| \| 1. \| Lex Rijnvis \| 21 \| \| 2. \| Theo Timmermans \| 9 \| \| 3. \| Jan Verhoek \| 8 \| \| 4. \| Carol Schuurman \| 7 \| \| 5. \| Dick van der Steen \| 4 \| \| 6. \| Helmut Knollman \| 2 \| \| 6. \| Harry Vreken \| 2 \| \| 6. \| Bertus Wasmus \| 2 \| \| 9. \| Jan van Beek \| 1 \| \| 9. \| Karel Jansen \| 1 \| \| 9. \| Wim Timmermans \| 1 \| \| Eigen doelpunt \| \| \| \| – \| Piet Bruist (Limburgia) \| 1 \| \| Totaal \| Totaal \| 59 \| |                         |      |
| # | Naam                    | Goal |
| 1. | Lex Rijnvis             | 21   |
| 2. | Theo Timmermans         | 9    |
| 3. | Jan Verhoek             | 8    |
| 4. | Carol Schuurman         | 7    |
| 5. | Dick van der Steen      | 4    |
| 6. | Helmut Knollman         | 2    |
| 6. | Harry Vreken            | 2    |
| 6. | Bertus Wasmus           | 2    |
| 9. | Jan van Beek            | 1    |
| 9. | Karel Jansen            | 1    |
| 9. | Wim Timmermans          | 1    |
| Eigen doelpunt |                         |      |
| – | Piet Bruist (Limburgia) | 1    |
| Totaal | Totaal                  | 59   |